# Phare de Vilamoura
Le phare de Vilamoura est un phare moderne situé dans la marina de Vilamoura  de la freguesia de Quarteira dans la municipalité de Loulé, dans le district de Faro (Région de l'Algarve au Portugal).
Il est géré par l'autorité maritime nationale du Portugal à Oeiras (Grand Lisbonne) .

## Histoire
Le feu est monté sur un mât au sommet de la tour de contrôle du port. Il est situé dans le port artificiel de Vilamoura, à environ 20 km à l'ouest de Faro, qui est probablement le plus grand port de plaisance dans la région de l'Algarve. Il se trouve sur le côté ouest du port, à environ 5 km au sud du village de Vilamoura.
Identifiant : ARLHS : POR041 ; PT-491 - Amirauté : D2197.2 - NGA : 3716 .

### Lien connexe
- Liste des phares du Portugal